# 稲田正次
稲田 正次（いなだ まさつぐ、1902年（明治35年）8月26日 - 1984年（昭和59年）8月14日）は、日本の憲法学者。法学博士。東京教育大学名誉教授。

## 人物
島根県能義郡赤屋村（現安来市伯太町）出身。1931年九州帝国大学卒業。熊本県師範学校教諭・静岡県立富士高等女学校教諭などをつとめた後、1934年から東京高等師範学校助教授兼東京文理科大学助手、1936年東京高等師範学校教授、1942年東京文理科大学助教授。
1945年、終戦直後の12月憲法改正私案を政府に提出し、公表した。同案では、英国憲法に範をとり、米国憲法の条項に倣った。
1946年、尾崎行雄、岩波茂雄らとともに憲法懇談会を設立し、日本国憲法草案を起草、公表した。
1952年、東京教育大学教授となり、1953年から1957年まで同文学部長に任じた。1960年『明治憲法成立史』上巻を、1962年同下巻を出版。五箇条の御誓文から大日本帝国憲法施行に至るまで、官民の私擬憲法や政府内での憲法制定過程について詳細に研究した。この業績により法学博士となる。
1966年東京教育大学を退官、同大名誉教授となる。東京理科大学教授、1973年からは富士短期大学教授、1976年には同大学長を歴任。1968年には紫綬褒章を受章。1984年8月14日死去。81歳。

## 著書
- 『中国の憲法』政治教育協会〈国民大学文庫 6〉、1948年9月。全国書誌番号:48010140。
- 『憲法提要』有斐閣、1954年8月。全国書誌番号:54009245。
  - 『憲法提要』（新版）有斐閣、1964年4月。全国書誌番号:65008331。
- 『明治憲法成立史』 上巻、有斐閣、1960年4月。全国書誌番号:60004384。
- 『明治憲法成立史』 下巻、有斐閣、1962年1月。全国書誌番号:62001600。
- 『教育勅語成立過程の研究』講談社、1971年3月。全国書誌番号:74007306。
- 『明治憲法成立史の研究』有斐閣、1979年4月。全国書誌番号:79017089。

### 共著
- 美濃部亮吉、稲田正次『社会のしくみ』講談社〈少年少女学習百科全集 3〉、1961年12月。全国書誌番号:45020352。

### 編集
- 中島信虎 著、稲田正次・篠崎仙司編纂 編『無息菴存稿』巧芸社、1940年12月。全国書誌番号:46000380。
- 『明治国家形成過程の研究』御茶の水書房、1966年3月。全国書誌番号:66006860。
  - 『明治国家形成過程の研究』（改装版）御茶の水書房、1977年9月。全国書誌番号:77014000。

### 監修
- 蜂須賀孝『社会の計画学習 合格への必修48章』池田書店、1962年8月。全国書誌番号:20819687。

## 論文
- 「公民教育の根本問題（一） ―附 中等学校公民科教授要目について―」『教育学研究』第5巻第5号、日本教育学会、1936年、499-524頁、doi:10.11555/kyoiku1932.5.499、NAID 130003563597。
- 「公民教育の根本問題 附中等学校公民科教授要目につきて」『教育学研究』第5巻第6号、日本教育学会、1936年、649-664頁、doi:10.11555/kyoiku1932.5.649、NAID 130003563611。
- 「愛知大学編 中華人民共和国の国家体制と基本動向 ―共同綱領の研究― （一九五四年10月二十五日勁草書房発行）」『アジア研究』第2巻第2号、アジア政経学会、1955年、108-112頁、doi:10.11479/asianstudies.2.2_108、NAID 130004689239。

### 博士論文
- 「明治憲法成立史」、東京大学、1962年3月31日、NAID 500000319293。